# Napredna trajna grožnja
Napredna trajna grožnja (angl. Advanced Persistent Threat) je izraz, ki se uporablja za niz prikritih in kompleksnih hekerskih procesov, katerih namen je napad na točno določeno informacijsko infrastrukturo. Napadi so usmerjeni tako proti privatnim organizacijam, kot proti vladnim organizacijam, zaradi poslovnih in političnih razlogov. Napadalci želijo čim daljše časovno obdobje ostati prikriti v omrežju žrtve. Beseda »napredna« označuje izpopolnjeno tehniko uporabe zlonamerne programske kode, ki izkorišča ranljivosti sistemov. Beseda »trajna« označuje da zunanji nadzorni sistem nenehno spremlja in pridobiva podatke od žrtve napada. Beseda »grožnja« pa predstavlja vključenost človeka v vodenje napada.
Izraz napredna trajna grožnja se običajno nanaša na skupino, kot je vlada, ki ima zmogljivost in cilj napadati določen subjekt učinkovito in trajno. Izraz napredna trajna grožnja se običajno uporablja za sklicevanje na kibernetske grožnje, zlasti internetno vohunjenje s pomočjo različnih obveščevalnih tehnik za dostop do občutljivih podatkov, vendar enako velja tudi za druge grožnje, kot je tradicionalno vohunjenje ali napadi. Drugi znani vektorji napada so okuženi mediji, okužene povezave in socialni inženiring. Namen teh napadov je dostava zlonamerne kode na enega ali več računalnikov in ostati neodkrit čim več časa. Poznavanje napadalčevih orodij, kot so imena datotek, nam lahko pomaga pri odkrivanju okuženih sistemov v omrežju.  Posamezni hekerji običajno nimajo dovolj sredstev, da bi lahko izvrševali tovrstne napade oziroma grožnje.